# Henryk Dołęga-Zakrzewski
Henryk Dołęga-Zakrzewski (ur. 20 listopada 1915 w Podkowie Leśnej, zm. 29 kwietnia 1977) – inżynier zootechnik, powstaniec warszawski.

## Życiorys
Był synem Witolda, właściciela majątku Bowentowo koło Łęczycy i Haliny z Pobóg-Grabowskich. Przed wojną ukończył Gimnazjum Rolnicze. W latach 1936–1938 służył w 1 pułku artylerii najcięższej w Górze Kalwarii.
W czasie kampanii wrześniowej został wzięty do niewoli. Do sierpnia 1940 roku przebywał w obozie jenieckim nr 7-A w Prusach Wschodnich.
Od 1941 roku w Armii Krajowej – pseudonim „Dołęga”. Brał udział w akcjach sabotażowych. Używał też nazwisk Jasiński, Lipski, Kubiak – i jako taki był poszukiwany przez Niemców.
W powstaniu warszawskim był plutonowym w kompanii O-3, batalionu „Olza”, pułku AK „Baszta”. Walczył na Czerniakowie i Mokotowie (punkt oporu – bastion „Pudełko” i „Alkazar”). Był w grupie przeznaczonej na rozstrzelanie po wyjściu z kanału przy ul. Dworkowej. Niemcy wstrzymali egzekucję, ponieważ powstanie upadło. Trzykrotnie łapany przez Niemców przy próbie ucieczki; za trzecim razem został bestialsko pobity. W październiku 1944 roku trafił do obozu przejściowego jeńców AK w Skierniewicach. Następnie wywieziony do stalagu Sandbostel w Niemczech. Wyzwolony przez wojska brytyjskie 29 kwietnia 1945 roku. Wstąpił do 1 Dywizji Pancernej gen. Stanisława Maczka. Odbywał służbę w Pułku Artylerii Motorowej.
Do Polski wrócił 15 października 1946 roku. Jako podejrzany musiał meldować się co dwa tygodnie na posterunku milicji. Pracował w PGR. W latach siedemdziesiątych ukończył zaoczne studia zootechniczne we Wrocławiu.